# Psaphida grotei
Psaphida grotei là một loài bướm đêm trong họ Noctuidae.